# Lugar (Fluss)
Der Lugar (auch: Logar, Logwar) ist ein Fluss im Osten Afghanistans.

## Geographie
Der Lugar entspringt am Berg Daimirdad im Süden der Provinz Wardak. In dieser Provinz durchfließt der Lugar, hier unter dem Namen Chak, zunächst in nordöstlicher Richtung den Distrikt Chak, wo sich auch der bereits in den späten 30er Jahren errichtete Chak-Staudamm befindet, dann Sajedabad. In der Provinz Lugar angekommen, vereinigt sich der Lugar im Distrikt Barakibarak mit dem aus Süden kommenden Fluss Chark. Der Lugar fließt vorbei an Pul-i-Alam. Er behält die Richtung bei, bis er 60 km weiter, in der Nähe von Camp Warehouse in Kabul in den Fluss Kabul einmündet.